# Antonín Strnadel
Antonín Strnadel (10. května 1910 Trojanovice – 31. října 1975 Praha) byl moravský malíř, grafik a ilustrátor, pedagog na VŠUP. Patřil mezi významné představitele české poválečné ilustrátorské tvorby. Ilustroval více než dvě stě knih. Za svoji tvorbu získal řadu ocenění, například titul Zasloužilý umělec, Řád práce, titul Národní umělec, cenu Václava Hollara za kresby a ilustrace a rok po své smrti Cenu Hanse Christiana Andersena. 

## Životopis
Antonín Strnadel se narodil do rodiny lesního dělníka Filipa Strnadela a Anežky rozené Kneblové, sestry malíře a sochaře Jana Knebla. Narodil se jako druhý ze čtyř synů. Starší bratr Bohumír se stal spisovatelem a publikoval pod pseudonymem Bohumír Četyna. O dva roky mladší Josef působil především jako literární teoretik. Čtvrtým bratrem byl Václav (1919).
Jeho vrozený výtvarný talent se projevil již na měšťanské škole v Rožnově pod Radhoštěm. Ovlivnili jej učitelé jako František Horečka, grafik a malíř Leopold Parma nebo vlastivědný pracovník Andělín Hurt. Po ukončení základního vzdělání pracoval s otcem v lese. S ohledem na fyzické dispozice a na doporučení učitele A. Hurta maloval a koloroval fotografie a pohlednice v knihkupectví Parmových. V roce 1927 začal studovat na Uměleckoprůmyslové škole v Praze (VŠUP). V letech 1927–1933 byl žákem Jaroslava Bendy v oddělení užité grafiky a malby. Další tři roky studoval na Akademii výtvarných umění v Praze figurální malbu u Maxe Švabinského. Absolvoval v roce 1936 a začal pracovat jako asistent na VŠUP u profesora Jaroslava Bendy.
Po odvolání profesora Bendy ve školním roce 1941–1942 vedl až do konce války jeho ateliér. V posledních dvou válečných letech byl totálně nasazen v pražském závodě. V roce 1945 byl jmenován profesorem oboru užité grafiky. Na Vysoké škole uměleckoprůmyslové v Praze působil až do roku 1970, kdy byl nucen ze zdravotních důvodů pedagogickou činnost ukončit.
Byl členem Spolku výtvarných umělců Aleš, členem Umělecké besedy a sdružení Hollar.
Zemřel 30. října 1975 v Praze. Je pohřben na vyšehradském Slavíně.

### Nový Hrozenkov
Během studií na VŠUP se Antonín Strnadel sblížil se spolužákem Karlem Langerem, který před svým vysokoškolským studiem působil od roku 1923 dva roky jako učitel v Novém Hrozenkově. V roce 1929 byl pozván přítelem Langerem do Nového Hrozenkova. Okolí Vsetínské Bečvy jej zaujalo natolik, že zde nalezl druhý domov. V letech 1935–1936 si v historické chalupě čp. 361 v centru obce vytvořil ateliér. V roce 1936 patřil mezi hlavní iniciátory a pořadatele výstavy „Salašnictví“ v Novém Hrozenkově. Prezentoval zde svoji první monumentální práci – návrh ke sgrafitu Příhon ovcí na salaš (kresba uhlem 2×6 m). V pozdějších letech se do Nového Hrozenkova často vracel. V roce 1977 byl v chalupě, v níž měl svůj ateliér, vybodován jeho památník.

## Tvorba
Antonín Strnadel se zařadil mezi významné představitele české poválečné ilustrátorské tvorby. Základní část jeho práce tvořily knižní ilustrace, kresebné nebo akvarelové studie s národopisnou tematikou. Jako malíř zachytil na plátno množství valašských lidových staveb, jejich interiér a nábytek. Zobrazoval také život pastevců na salaši. Jeho ateliérem byl často plenér.
Věnoval se kresbě, malbě, grafice, známkové tvorbě, byl ilustrátorem i spisovatelem. Ilustroval řadu knih, především z českých dějin nebo s valašskou tematikou (například Ze starých letopisů Ivana Olbrachta, Pohádky Karla Jaromíra Erbena, Jak čerti ukradli lidem smích – pohádky z Valašska Oldřicha Sirovátky, Vyhnal jsem ovečky až na Javorníček nebo Zmrzlá studánka bratra Josefa Strnadela. V meziválečném období patřil mezi umělce, kteří se věnovali ilustraci knih pro děti. Vytvořil ilustrace pro více než dvě stě knih.
Věnoval se také tvorbě tapiserií a spolupracoval s architekty. V jeho díle jsou zastoupeny také realizace kostýmních návrhů k baletu Lašské tance od Leoše Janáčka (pro Národní divadlo v Praze), spolupracoval i s Československou televizi a Československým státním souborem písní a tanců.
Jeho dílo je zastoupeno ve sbírkách Národní galerie, Památníku Národního písemnictví v Praze, Moravské galerie v Brně, Galerie výtvarného umění v Ostravě, Krajské galerie výtvarného umění ve Zlíně, Muzea ve Frenštátě pod Radhoštěm, v Památníku bratří Strnadelů a Jana Knebla v Trojanovicích a také v památníku v Novém Hrozenkově.
V roce 1995 byly vydány dvě bibliofilie Z deníků Antonína Strnadela a Tváře se studiemi, které vybrali z deníkových záznamů Jan Maurius Tomeš a Martin Strnadel.
V roce 2015 byla vytištěna poštovní známka s knižní ilustrací Nevěsta (č. 869, 27 Kč) v rámci série „Umělecká díla na známkách“.

### Samostatné výstavy (výběr)
- 1942–1943, 1944 – Praha, Salon Výtvarné dílo
- 1946–1947 – Praha, Alšova síň, Umělecká Beseda, souborná výstava
- 1960 – Nový Hrozenkov, Obrazy a kresby – Frenštát pod Radhoštěm, Výběr z tvorby
- 1961 – Praha, Klementinum

- 1966 – Brno, Moravská galerie
- 1970 – Gottwaldov, Galerie výtvarného umění [13]
- 1970 – Olomouc, Oblastní galerie výtvarného umění
- 1971 – Kolín, Městské muzeum
- 1972 – Nelahozeves, Středočeská galerie
- 1975–1976 – Vsetín, Vlastivědný ústav[12]

Ve Frenštátském muzeu byly uspořádány výstavy v letech 1978, 1982, 1987, 1990 a 1995.

### Ocenění (výběr)
- 1937 – Zlatá medaile na Mezinárodní výstavě umění a techniky v Paříži za bibliofilii Vraždění ženichů

- 1954 – Cena za návrh vrat Památníku na Vítkově (s Josefem Malejovským)

- 1955 – Laureát Státní ceny Klementa Gottwalda

- 1960 – Zasloužilý umělec
- 1965 – Řád práce
- 1966 – Cena Marie Majerové za ilustrační tvorbu
- 1967 – Národní umělec
- 1971 – Cena Václava Hollara za kresby a ilustrace
- 1976 – Cena Hanse Christiana Andersena[12]

### Absolventi ateliéru Antonína Strnadela (výběr)
- Zdeněk Miller
- Jan Smetana
- Olga Karlíková
- Daisy Mrázková
- Theodor Rotrekl
- Antonín Švengsbír
- Stanislav Kolíbal
- Olga Čechová
- Alena Antonová
- Vladimír Kopecký
- Alena Kučerová
- Rudolf Němec
- Eva Bednářová
- Marie Filippovová
- Jan Kavan
- Vladimír Rocman
- Alena Málková-Vimrová